# Pizotyfen
Pizotyfen – organiczny związek chemiczny, lek blokujący receptory histaminowe, muskarynowe oraz serotoninowe. Stosowany jest w zapobieganiu napadom migreny, jednak nie wykazuje skuteczności w ich przerywaniu.

Przeczytaj ostrzeżenie dotyczące informacji medycznych i pokrewnych zamieszczonych w Wikipedii.